# Wheatus
Wheatus is een Amerikaanse poppunkband uit Northport, New York. De groep is vooral bekend van de hit Teenage Dirtbag uit 2000.

## Biografie
Wheatus werd in 1995 opgericht door zanger en gitarist Brendan B. Brown. De groep bestond verder uit bassist Rich Liegey, toetsenist Philip Jimenez en Browns broer Peter op drums. Na zes jaar nam de groep zijn debuutalbum Wheatus op, waarvan de single Teenage dirtbag in Europa een groot succes werd. In de Britse UK Singles Chart haalde het nummer een tweede plaats en in de Vlaamse Ultratop 50 werd het zelfs een nummer 1-hit. In eigen land stond het nummer weliswaar in Billboard's Hot Modern Rock Tracks, maar werd de populaire Hot 100 niet gehaald. Teenage dirtbag was afkomstig van de soundtrack van de film Loser uit 2000, maar die film flopte. Het nummer is dan ook bekender geworden dan de film.
Op het moment dat Teenage dirtbag in Europa in de hitparades stond, had Liegey de groep al verlaten. Hij was vervangen door Mike McCabe. In de meeste landen bleef Teenage dirtbag hun enige grote hit, maar in het Verenigd Koninkrijk was de opvolger ook behoorlijk succesvol. Dit was de Erasure-cover A little respect en haalde de derde plaats in de Britse hitlijst. De derde single was de dubbele A-kant Leroy / Wannabe gangster. Van het laatste nummer werd in de Londense Abbey Road Studio een nieuwe versie opgenomen met Bruce Dickinson van Iron Maiden. Deze moeite mocht echter niet veel baten want in Engeland werd het slechts een bescheiden hit (23e plaats) en in andere landen werd het nummer nauwelijks opgemerkt.
In 2003 begon Wheatus aan de opnames van hun tweede album Hand over your loved ones en de groep werd daarbij aangevuld door twee vaste achtergrondzangeressen: Kathryn Froggat en Liz Brown, zus van Brendan B. en Peter Brown. Door een conflict tussen Brendan B. Brown en platenlabel Columbia Records werd nauwelijks promotie gemaakt voor het nieuwe album, waardoor het flopte. In Engeland werd enkel de single American in Amsterdam een klein hitje, wat meteen de laatste hitparadenotering voor de groep was. De reden van het conflict met het platenlabel was dat Brown niet wilde playbacken tijdens Wheatus' optreden in Top of the Pops. De band verliet het label en richtte het eigen label Montauk Mantis op. Dit had tot gevolg dat het meeste nieuwe materiaal van de groep alleen te koop was via hun eigen website, behalve in het Verenigd Koninkrijk en Ierland waar Wheatus nog redelijk populair was. Als sneer naar hun vorige platenmaatschappij kreeg het derde album van de groep de titel Suck Fony, een spoonerisme van Fuck Sony. Suck Fony bevatte alle nummers van het slechte gepromote album Hand over your loved ones, plus twee nieuwe nummers. Hetzelfde jaar verscheen ook het vierde album TooSoonMonsoon, met daarop elf nieuwe nummers.
De band was in 2005 onderhevig aan veel bezettingswisselingen die in de jaren daarna doorgingen. Inmiddels is van de originele line-up alleen nog zanger Brendan B. Brown over. De band treedt nog steeds op en voorafgaand aan de Amerikaanse presidentsverkiezingen van 2008 nam de groep het nummer Change the world (Black precedent) op ter ondersteuning van presidentskandidaat Barack Obama.

## Bezetting

### Eerste bezetting
- Brendan B. Brown
- Rich Liegey
- Philip Jimenez
- Peter Brown

### Huidige bezetting
- Brendan B. Brown
- Matthew Milligan
- Leonardo Piragibe Freire
- Mark Andrew Palmer
- Gabrielle Sterbenz
- Joanne Slater-Milligan

## Discografie

### Albums
| Album met eventuele hitnotering(en) in de Nederlandse Album Top 100 | Datum van verschijnen | Datum van binnenkomst | Hoogste positie | Aantal weken | Opmerkingen |
| ------------------------------------------------------------------- | --------------------- | --------------------- | --------------- | ------------ | ----------- |
| Wheatus                                                             |                       | 31-3-2001             | 96              | 2            |             |

### Singles
| Single met eventuele hitnotering(en) in de Nederlandse Top 40 | Datum van verschijnen | Datum van binnenkomst | Hoogste positie | Aantal weken | Opmerkingen |
| ------------------------------------------------------------- | --------------------- | --------------------- | --------------- | ------------ | ----------- |
| Teenage dirtbag                                               |                       | 10-3-2001             | 13              | 14           |             |

| Single met hitnotering(en) in de Vlaamse Ultratop 50 | Datum van verschijnen | Datum van binnenkomst | Hoogste positie | Aantal weken | Opmerkingen |
| ---------------------------------------------------- | --------------------- | --------------------- | --------------- | ------------ | ----------- |
| Teenage dirtbag                                      |                       | 10-3-2001             | 1               | 22           |             |
| A little respect                                     |                       | 28-7-2001             | 44              | 3            |             |

### NPO Radio 2 Top 2000
| Nummer met noteringen in de NPO Radio 2 Top 2000 | '23  | '24  |
| ------------------------------------------------ | ---- | ---- |
| Teenage Dirtbag                                  | 1948 | 1766 |

1. ↑  Een vetgedrukt getal geeft de hoogste notering aan.
2. ↑  2023 was het eerste jaar met een notering voor dit nummer.